# Vitale da Bologna
Pour les articles homonymes, voir Bologna (homonymie).

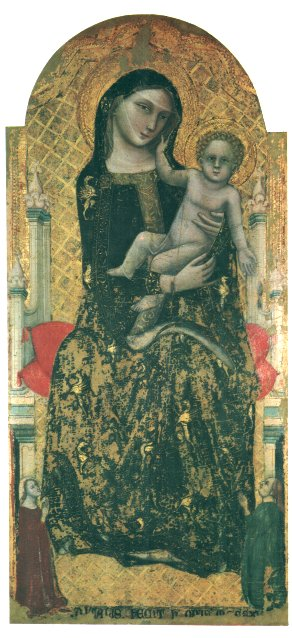
Madonna dei denti

Vitale da Bologna (ou Vitale di Almo de' Cavalli ou encore Vitale degli Equi - documenté en 1330, mort en 1361) est un peintre italien du Trecento, actif surtout à Bologne autour de la moitié du siècle.

## Biographie
Ses chefs-d'œuvre sont Saint Georges et le Dragon (1330) à la pinacothèque de Bologne, particulier dans les contorsions du cheval et la Madonna dei denti et la sérénité de son sourire jamais vu ainsi jusqu'alors (1345).
Il a été  ouvert un débat critique autour des peintures à fresque détachées en 1949 de l'église de Sant'Apollonia de Mezzaratta (à Vital est attribué la « Crèche », 1338-1345), conservées à la pinacothèque nationale de Bologne et de ce monument crucial de l'école émilienne.
Il peint l'histoire de deux Testaments ainsi que le Jugement dernier à l'abbaye de Pomposa.

## Œuvres
- Polyptyque de l'église San Salvatore (1353)
- Fresques, Basilique Santa Maria dei Servi (1355)
- Fresques de l'abside à l'Abbaye de Pomposa, Codigoro en Emilie-Romagne
- Cycles de peintures à fresques à la cathédrale d'Udine

## Sources
- (it) Cet article est partiellement ou en totalité issu de l’article de Wikipédia en italien intitulé « Vitale da Bologna » (voir la liste des auteurs).